# Mirosław Piotrowski

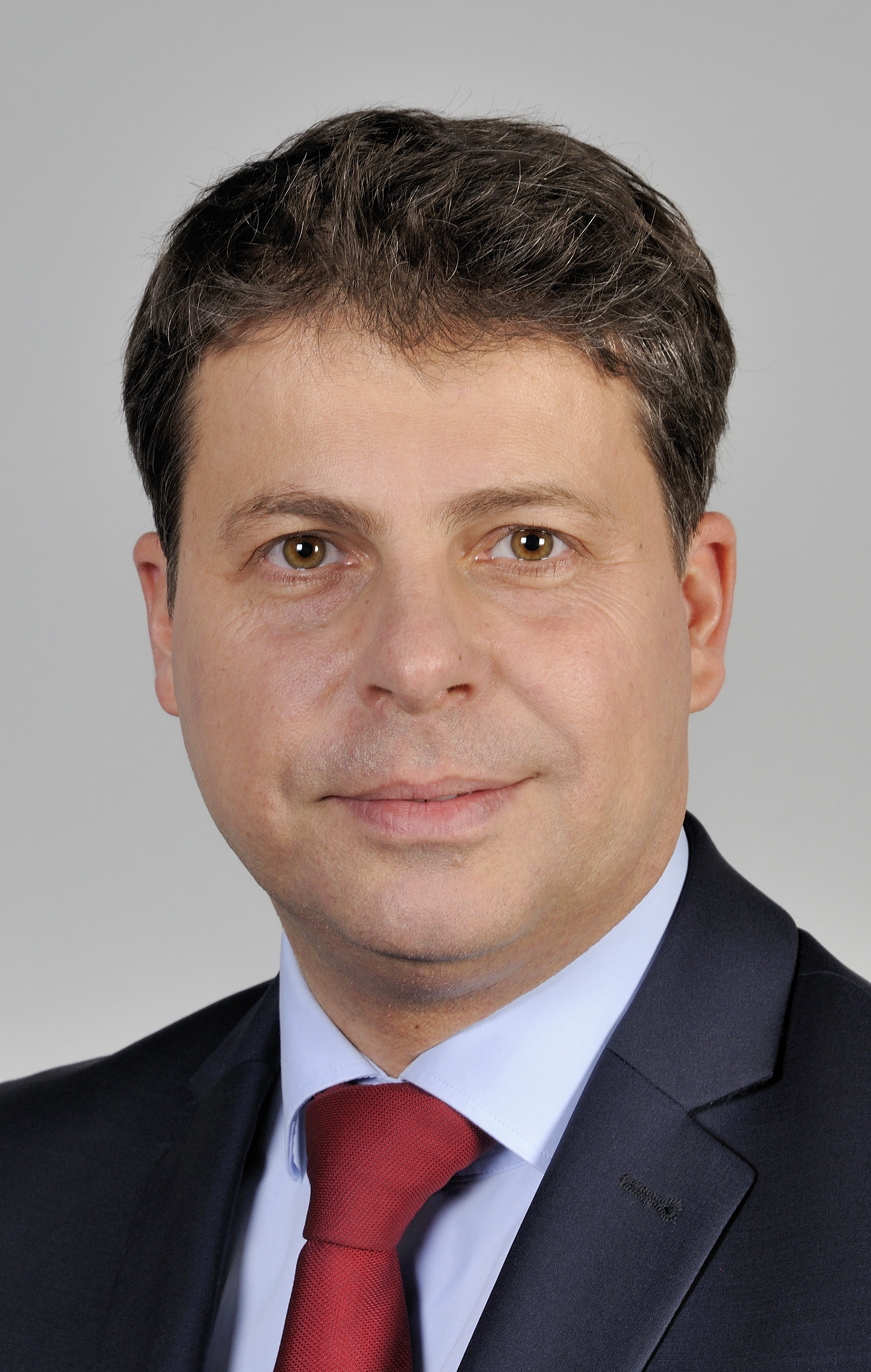
Mirosław Piotrowski (2014)

Mirosław Mariusz Piotrowski (* 9. Januar 1966 in Zielona Góra) ist ein polnischer Historiker und Politiker (LPR, PiS, RPE, Konfederacja). 2004 bis 2019 war er Mitglied des Europäischen Parlaments. Piotrowski ist Professor für Geschichte. Er lehrt an der Katholischen Universität Lublin.

## Leben und Beruf
Piotrowski schloss 1990 sein Studium an der Katholischen Universität Lublin ab, 1993 wurde er an derselben Universität promoviert. 2001 habilitierte er sich an der Nikolaus-Kopernikus-Universität Toruń. 2002 erhielt er für seine Habilitationsarbeit über die Remigration der Polen aus Deutschland in den Jahren 1918 bis 1939 den Premierministerpreis. Er war Stipendiat des Herder-Instituts und der Adenauer-Stiftung. 2003 wurde er Professor an der Katholischen Universität Lublin und Leiter der Abteilung für Geschichte am Institut für Geschichte der Universität. Zudem lehrt er an der Hochschule für Sozial- und Medienkultur in Toruń. Er arbeitete regelmäßig für „Nasz Dziennik“, TV Trwam und Radio Maryja als Kolumnist in der Sendung „Myśląc Ojczyzna“ zusammen. Im April 2020 beendeten TV Trwam und Radio Maryja ihre Zusammenarbeit mit ihm. Von nun an begann Mirosław Piotrowski, seine Kolumnen auf YouTube, Facebook und seiner offiziellen Website zu teilen. Vertreter der von Tadeusz Rydzyk gegründeten Toruńer Medien erklärten, dass es mit der Registrierung des Professors als Kandidat bei den für Mai 2020 geplanten Präsidentschaftswahlen zusammenhing. Es wurde davon ausgegangen, dass der Kandidat für dieses Amt keine permanente wöchentliche Sendung haben sollte, die wahrscheinlich von der Wahlkommission als Wahlagitation angesehen würde. In seiner wissenschaftlichen Arbeit befasst er sich mit den polnisch-deutschen Beziehungen im 20. Jahrhundert, der europäischen christlichen Kirche, der jüngeren Geschichte Polens (einschließlich der Beziehungen zwischen Staat und Kirche) und den Sicherheitsorganen der Volksrepublik Polen. Er ist der Initiator und Präsident des Vereins „Razem dla Lubelszczyzny“. 2004 wurde er Vizepräsident des regionalen Klubs der katholischen Intelligenz in Lublin.
Piotrowski ist verheiratet und hat vier Kinder.

## Politik
Bei der Europawahl 2004 wurde Piotrowski 48.365 Stimmen für die Liga Polskich Rodzin (LPR) in das Europäische Parlaments gewählt. Er nahm an der Arbeit des Ausschusses für auswärtige Angelegenheiten und des Ausschusses für auswärtige Angelegenheiten teil. Er begann, einen jährlichen Wettbewerb für die größte rechtliche Absurdität zu organisieren, die von den Institutionen der Europäischen Union angenommen wurde. Er gehörte der Fraktion Unabhängigkeit/Demokratie an, von der er im Dezember 2006 in die Union für das Europa der Nationen wechselte (dabei trat er auch aus der LPR aus). Im Jahr 2009 kandidierte er erfolgreich für die Wiederwahl auf der Liste der Prawo i Sprawiedliwość (PiS) und erhielt 84.904 Stimmen. In der 7. Wahlperiode wurde er Mitglied der Gruppe der Europäischen Konservativen und Reformisten. Er trat der PiS nicht bei und verließ im Januar 2012 die Delegation dieser Partei im EP. Im Jahr 2014 wurde er jedoch wieder ihr Kandidat und kandidierte erfolgreich mit über 73 Tausend Stimmen zur Wiederwahl. Weniger als vier Monate nach der Wahl verließ er, wie in der vorherigen Amtszeit, die PiS-Delegation.
2018 gründete er die Ruch Prawdziwa Europa (RPE) (registriert im Februar 2019). Im Jahr 2019 wurde die Lubliner Liste der Kandidaten seiner Partei für das Europäische Parlament nicht zur Wahl zugelassen. Zudem versuchte er erfolglos sich als Kandidat für die Wahl zum Senat der Republik Polen im Wahlkreis 16 mit seinem eigenen Wahlkomitee zu registrieren. Er reichte seine Kandidatur bei den Präsidentschaftswahlen 2020 ein. Im April desselben Jahres registrierte die staatliche Wahlkommission seine Kandidatur. Im Juni 2020 registrierte die PKW seine Kandidatur für die nächste Wahl im selben Monat. In der ersten Runde erhielt er 21.065 Stimmen (0,11 %) und belegte damit den letzten, 11. Platz. In der zweiten Runde unterstützte er keinen der Kandidaten.
Im März 2023 schloss er im Namen der RPE ein Abkommen über die Zusammenarbeit mit dem Bund der Konfederacja Korony Polskiej, der Partei von Grzegorz Braun, und trat damit der Konfederacja bei. Im selben Jahr kandidierte er für diese zum Senat Senat. Er belegte mit 10,2 % der Stimmen jedoch nur den dritten Platz hinter Jacek Trela (Trzecia Droga) und Lech Sprawka (PiS). Bei der Europawahl 2024 kandidierte er für seine RPE ebenfalls auf der Liste der Konfederacja. Da diese im Wahlkreis Lublin kein Mandat erhielt, verpasste er die Rückkehr in das Europaparlament.

## Kontroversen
Im Jahr 2010 richtete er eine private Anklage wegen Verleumdung gegen Sławomir Poleszak im Zusammenhang mit einer ungünstigen Rezension seines Buches und beschuldigte ihn, wissentlich Unwahrheiten verbreitet zu haben. Das Strafverfahren in diesem Fall wurde durch die Entscheidung des Bezirksgerichts wegen Mangels an Beweisen eingestellt. In der Gazeta Wyborcza wurde ein offener Brief veröffentlicht, in dem das Verhalten von Mirosław Piotrowski kritisiert wurde, der von Wissenschaftlern verschiedener akademischer Zentren unterzeichnet wurde. Mit den Stimmen der Leser von „Kurier Lubelski“ wurde er zum „Mann des Jahres 2014“ gewählt.
Im Juni 2022 war er (zusammen mit Grzegorz Braun und Włodzimierz Korab-Karpowicz) einer der Unterzeichner des Friedensaufrufs in Mitteleuropa. Der Aufruf bezog sich auf Russlands anhaltende Invasion auf die Ukraine und erklärte, dass die Gründe für diesen Krieg „Russlands Angst vor der Expansion der NATO und die Angst vor Nachbarländern vor der Macht Russlands“ sowie „die Einführung von Änderungen des Sprachrechts in der Ukraine waren, die die russische Sprachminderheit diskriminieren“. Diese Aussage wurde unter anderem von den Portalen Niezalezna.pl und OKO.press als Pro-Putin angesehen.